# John R. Scott
John R. Scott (* um 1955) ist ein nordirischer Badmintonspieler. 

## Karriere
John Scott wurde 1976 erstmals nationaler Meister in Irland. Weitere Titelgewinne folgten 1977, 1982 und 1983. 1976 und 1977 siegte er auch bei den Irish Open. 1978 nahm er an den Commonwealth Games teil.

## Sportliche Erfolge
| Saison | Veranstaltung                 | Disziplin    | Platz | Name                            |
| ------ | ----------------------------- | ------------ | ----- | ------------------------------- |
| 1976   | Irish Open                    | Mixed        | 1     | John Scott / Barbara Beckett    |
| 1976   | Irland: Einzelmeisterschaften | Mixed        | 1     | John Scott / Barbara Beckett    |
| 1976   | Irland: Einzelmeisterschaften | Herreneinzel | 1     | John Scott                      |
| 1977   | Irish Open                    | Mixed        | 1     | John Scott / Pamela Hamilton    |
| 1977   | Irland: Einzelmeisterschaften | Mixed        | 1     | John Scott / Dorothy Cunningham |
| 1977   | Irland: Einzelmeisterschaften | Herrendoppel | 1     | John Scott / Frazer Evans       |
| 1982   | Irland: Einzelmeisterschaften | Mixed        | 1     | John Scott / Nikki Lane         |
| 1983   | Irland: Einzelmeisterschaften | Mixed        | 1     | John Scott / Nikki Lane         |